# Dorpskerk (Staphorst)
De Dorpskerk te Staphorst is een van de grootste kerken van Nederland, gemeten naar het aantal zitplaatsen. Ze wordt gebruikt voor erediensten door de Hersteld Hervormde Gemeente te Staphorst. Per 1 januari 2012 telde de gemeente 4.775 leden. Het is de grootste bevindelijk-gereformeerde gemeente van Nederland. Een gedeelte van de vrouwen draagt nog de traditionele klederdracht. De Dorpskerk telt 2.300 zitplaatsen en wordt tweemaal per zondag bezocht.

## Geschiedenis
Al vóór 1282 had Staphorst een kerk. Deze stond op het oudste kerkhof aan het Kerkenland, nabij het Rienkskanaal. In 1436 werd een kerk gebouwd bij het nu nog bestaande kerkhof aan de Olde Kerkhofsweg. Dit bedehuis, gewijd aan de heilige Nicolaas, was van steen, georiënteerd en ongeveer 20 bij 35 meter groot. De kerk beschikte over twee klokken, gehangen in een klokkenstoel. De kerk heeft vermoedelijk veel geleken op de stiftskerk in Weerselo.
In 1752 waren de ontginners met hun woningen al gekomen tot aan de postweg Hasselt-Groningen. De bewoners hadden echter geen geld om te midden van de boerderijen een nieuwe kerk te bouwen. Het aantal klachten over de ongunstige ligging van de kerk bleef echter groeien. Temeer daar het door bomen omzoomde kerkpad bij regenachtig weer nagenoeg onbegaanbaar was.
Doch in een tyd dat men 'er het minst aan dagt, en nu alle hope van eene zo gewenschte zaak afgesneden en verloren scheen, heeft de Voorzienigheid raad geschaft, schreef dominee Putman in 1753. Antoni Frederik Coning uit Hasselt, die z'n jeugdjaren in het naburige Rouveen had doorgebracht, schonk voor het verplaatsen van de kerk een bedrag van 3500 gulden. De oude kerk werd gesloopt en het geboomte, dat niet nodig was, verkocht. En behalve een bijdrage van de gemeenteleden kwam daar ook nog de opbrengst van de door Ridderschap en Steden toegestane collecte in de provincie Overijssel bij.
Eind juni 1752 werd met de bouw van de nieuwe kerk op een ruym en daar toe zeer gepast plein, tegen over het Pastoryhuys begonnen. De bouw verliep zo vlot, dat het kerkgebouw (een kruiskerk) al voor de winter klaar was. En op 17 december hield dominee Putman er zijn eerste predicatie naar aanleiding van Ezra 6:14-16. De bouw had 7864 gulden gekost.
De huidige kerk is gebouwd tussen 1952 en 1954, omdat de voorgaande te klein bleek voor de groeiende gemeente. De toren van de oude kerk uit 1763 is blijven staan. Deze kerktoren is een rijksmonument en is geen eigendom van de kerk, maar van de (burgerlijke) gemeente; officieel hoort de toren dus ook niet bij de kerk. Het gebouw, van het Haagse hallentype, is in de loop van 1991 en 1992 aanzienlijk vergroot, omdat het met 1400 zitplaatsen te klein was geworden. Voor deze verbouwing is een naastliggende boerderij gesloopt. Tegelijkertijd is de toren verhoogd van 20 naar 32 meter, omdat anders de verhouding tussen kerk en toren niet meer zou kloppen.

## Pastorie
De pastorie tegenover de kerk heeft in 2007 het predicaat Gemeentelijk Monument van het jaar gekregen. Dit werd bij de opening van de landelijke Monumentendag bekendgemaakt. "De pastorie vormt een eenheid met de kerk en is sinds de bouw in 1909 authentiek gebleven en altijd goed onderhouden, een sieraad voor het dorpsgezicht", aldus de voorzitter van de plaatselijke monumentenadviesraad.

## Predikanten
- ds. A. Fabritius (Antonius). 1598-1601
- ds. R. Uiterwijk (Rudolf). 1602-1617
- ds. L. Hanecamp (Lambertus). 1617-1658
- ds. T. Noortberg (Theodorus). 1658-1667
- ds. J. van Stegeren (Joachim). 1667-1686
- ds. E. van Stegeren (Engelbertus). 1687-1701
- ds. J. Struijs (Johannes). 1702-1705
- ds. D. Frantsius (David). 1705-1708
- ds. A. Putman (Abraham). 1708-1756
- ds. C. van Dam (Cornelis). 1757-1766
- ds. A. van der Voort (Arnoldus). 1766-1775
- ds. P. Adama (Piërius). 1776-1778
- ds. P. van der Haar (Pieter). 1779-1792
- ds. H. Alfering (Hendrik). 1793-1795
- ds. J.H. Jolink (Johannes Henricus). 1796-1799
- ds. H. de Holl (Hendrik). 1799-1809
- ds. T. van Rhee (Theodorus). 1810-1823
- ds. J.A. Hartman (Johan Albertus).
- ds. G. Landweer (Geert). 1845-1858
- ds. J. Verweij (Jacob). 1874-1880
- ds. G. van Dorssen (Gerrit). 1881-1883
- ds. H. Doornveld (Harmen). 1884-1886
- ds. C.J. Leenmans (Casimier Johannes). 1887-1888
- ds. J.L. Tichelaar (Johan Louis). 1889-1890
- ds. E.J. Homoet (Evert Jan). 1891-1897
- ds. H.A. Heijer (Hendrik Antoon). 1899-1908
- ds. D.E.J. Hupkes (Dirk Evert Jan). 1909-1914
- ds. J.H. van Paddenburgh (Jan Hendrik). 1915-1919
- ds. P. Kruijt (Pieter). 1919-1922
- ds. J. Kraaij (Joannes). 1923-1929
- ds. D.T. Keck (Diederik Theodorus). 1930-1943
- ds. J. Bus (Jan). 1944-1952
- ds. P.J. Dorsman (Pieter Jan). 1952-1981
- ds. K. Veldman (Klaas). 1983-1987
- ds. S. de Jong (Sijmen). 1987-1992
- ds. T. de Jong (Tjitze). 1992-2009
- ds. B. Reinders (Bartelmeüs). 2009 - 2015
- ds. H.J. van Marle. 2017 - heden